# Mary Austin Holley
Pour les articles homonymes, voir Holley.
Mary Austin Holley (1784-1846) est un écrivain américain, connue pour son ouvrage Texas (1833), qui fut ensuite développé en 1836 en une History of Texas. Elle était la cousine de Stephen F. Austin.